# Nikolaus Medler
Nikolaus Medler, auch latinisiert Nicolaus Medlerus (* 15. Oktober 1502 in Hof; † 24. August 1551 in Bernburg) war ein lutherischer Theologe und Reformator. Er war tätig als Mathematiklehrer und setzte als Rektor in Eger und Hof auch im Schulwesen Akzente.

## Leben

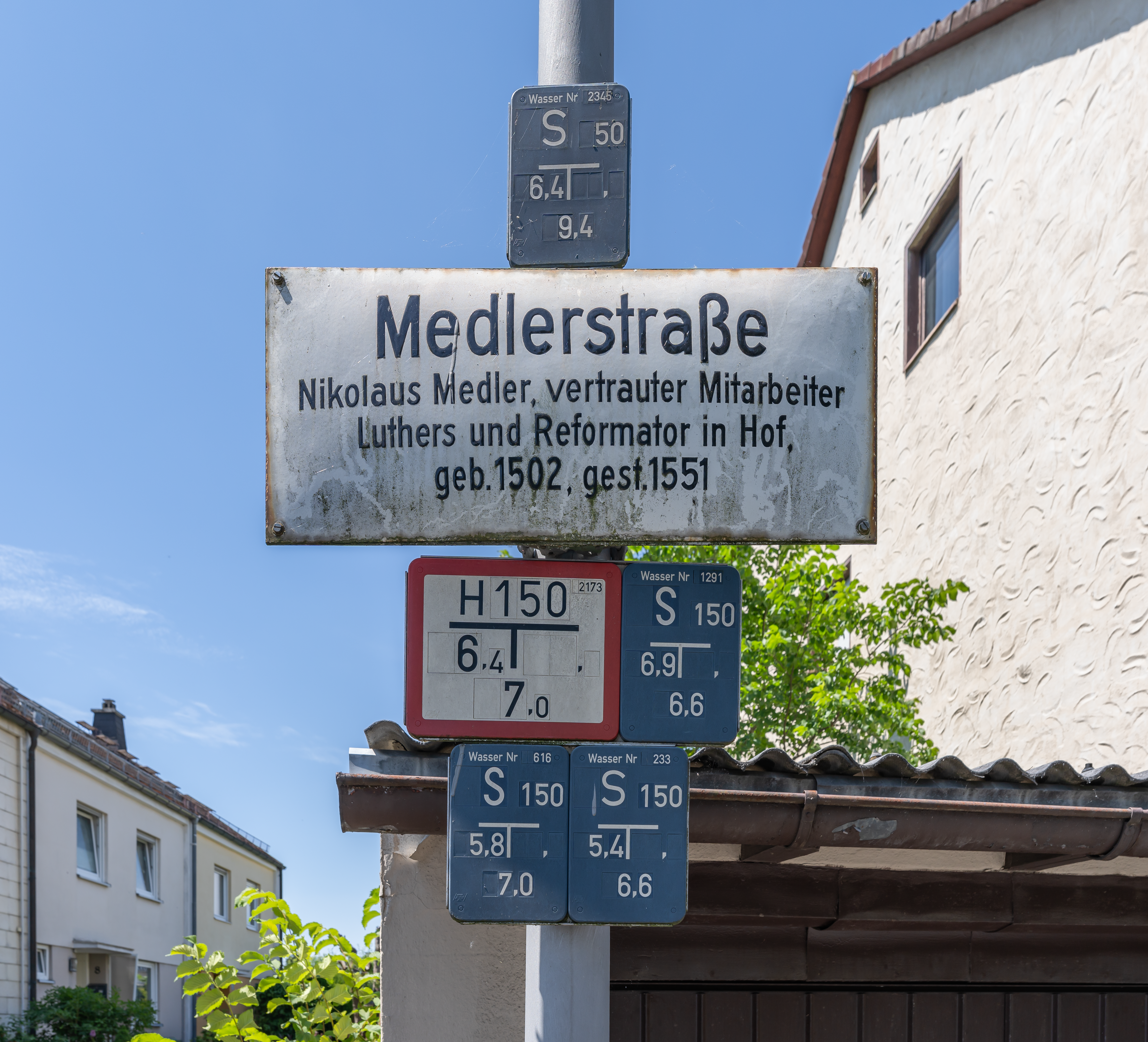
Tafel über Medler in der nach ihm benannten Straße in Hof (Saale)

Der als Sohn eines Tuchmachers geborene Medler besuchte in seinem Heimatort Hof und in Freiberg die Schule. Vermutlich schrieb er sich in der Universität Erfurt ein, bevor er am 10. Januar 1522 an die Universität Wittenberg wechselte, um Mathematik zu studieren. Als Mathematiklehrer erhielt er Anstellungen in Arnstadt und Hof, 1524 wurde er Schulleiter in Eger. Da er in seinen Schulansprachen die lutherische Idee vertrat und das Missfallen des Landesherrn Ferdinand I. erregte, der den Protestantismus in seinen Besitzungen unterdrückte, gab er 1527 unter politischem Druck seine Stellung auf.
Er kehrte in seine Heimatstadt zurück und wirkte dort als Lehrer und Prediger. Er folgte Ambertus Avicula als Rektor bzw. Schulmeister des Hofer Gymnasiums nach. Sein Nachfolger wurde Conrad Meyer, der Aufsehen erregte, weil er Veronika von Zedtwitz heiratete; sie war die erste Nonne aus dem Klarissenkloster, die zum neuen Glauben überwechselte und das Klosterleben aufgab. Aufgrund seiner reformatorischen Überzeugung musste Medler, zusammen mit Kaspar Löner, Hof bald verlassen. Während der Markgraf Georg der Fromme den Protestantismus aktiv förderte, stand ihm mit dem Bamberger Bischof Weigand von Redwitz und seinem eigenen Bruder, dem Domherrn Friedrich von Brandenburg-Ansbach, der Pfründen in Hof besaß, eine starke Opposition gegenüber. Medler wandte sich nach Wittenberg, wo er eine Diakonstelle übernahm. Medler setzte an der Universität Wittenberg seine Studien fort, erwarb 1532 den akademischen Grad des Magisters und promovierte 1535 zum Doktor der Theologie. Das Thema lautete De lege et fide. Die Prüfungskommission setzte sich aus Friedrich Myconius, Justus Menius und einer englischen Delegation unter Robert Barnes zusammen.
1536 übernahm Medler für acht Jahre das Pfarramt an der Wenzelskirche in Naumburg. Mit Billigung des Kurfürsten Johann Friedrich von Sachsen trieb er dort die Reformation voran. Die Kirchen- und Schulordnung war auf der Grundlage der Wittenberger Ordnung erarbeitet worden, enthielt oberdeutsche Elemente und wurde durch Martin Luther geprüft und bestätigt. Sie enthält u. a. den frühesten Quellenbeleg des Kyrie, Gott Vater in Ewigkeit (Evangelisches Gesangbuch 178.4), vielleicht Medlers eigenes Werk. Fortan hatte er als Superintendent die Aufsicht über 32 Kirchen. Als guter Organisator und begnadeter Prediger wurde er öfter auch zu auswärtigem Dienst, vor allem bei der Reformation des albertinischen Herzogtums Sachsen, gebeten.
Als Prediger am Naumburger Dom zog man ihn auch bei der Vergabe des Bischofsstuhls in Betracht. Indes wurde die Stelle an Nikolaus von Amsdorf vergeben, der sich zumeist in Zeitz aufhielt. So blieb Medler – weil vor Ort präsent – weiterhin prägend für die kirchliche Entwicklung in Naumburg. Tatkräftig, wie er war, erwuchsen dem Superintendenten viele Gegner. Auch mit dem neuen Bischof Amsdorf kam es zu Spannungen, in deren Folge Nikolaus Medler schließlich als Hofprediger in die Dienste der wegen ihrer lutherischen Überzeugung in die kursächsische Kleinstadt Prettin geflüchteten brandenburgischen Kurfürstin Elisabeth wechselte – eine Anstellung, die wohl auf Vermittlung Luthers erfolgte.
Die Kurfürstin hatte 1536 bis zum Tode Luthers 1546 Zuflucht im einstigen Antoniterkloster Haus Lichtenbergk gefunden. 1545 wurde Medler kurzzeitig als ihr Hofprediger genannt, womit er zugleich eine der Stadtpfarrstellen in Prettin einnahm. Dass er Elisabeth von Brandenburg nach Luthers Tod bei ihrer Rückkehr nach Brandenburg am 19. Mai 1546 an ihren Alterssitz in Spandau begleitete, ist eher unwahrscheinlich. Das Angebot Joachims II. von Brandenburg, eine Professur in Frankfurt (Oder) mit einem Jahresgehalt von 200 Gulden auf Lebenszeit zu übernehmen, schlug Medler nachweislich aus.
Medler ist 1546 als Superintendent in Braunschweig nachweisbar. Dort entwarf er eine neue Schulordnung und trat im theologischen Streitgespräch energisch im Sinne der Gnesiolutheraner auf. Aufsehen erregten seine Angriffe gegen das Augsburger Interim und die Leipziger Artikel, woraufhin er aus Braunschweig weichen musste.
Im April 1551 trat Medler dann eine Hofpredigerstelle in Bernburg beim Fürsten Wolfgang von Anhalt an. Jedoch traf ihn bei seiner ersten Predigt in Bernburg am 7. Juni 1551 der Schlag. Zur besseren Pflege nach Wittenberg in das Haus Georg Majors gebracht, erlitt er einen zweiten Schlaganfall. Mitte Juli ließ er sich nach Bernburg zurückbringen, wo er im Alter von 48 Jahren starb.

## Schriften
- Kirchen-Ordnung für die St. Wenzelskirche zu Naumburg (1537/38), gedruckt in: Emil Sehling (Hrsg.): Die evangelischen Kirchenordnungen des XVI. Jahrhunderts, Leipzig 1904, S. 61–90